# The Do-Over Damsel Conquers the Dragon Emperor
«Друге життя шляхетної панни, підкорення імператора драконів» (яп. やり直し令嬢は竜帝陛下を攻略中, The Do-Over Damsel Conquers the Dragon Emperor) — серія ранобе, написана Сарасою Наґасе та проілюстрована Міцуєю Фудзі. Її публікація розпочалася в листопаді 2019 року на сайті Shōsetsuka ni Narō. Згодом права на видання придбала компанія Kadokawa Shoten, яка з березня 2020 року випустила шість томів у своїй лінійці Kadokawa Beans Bunko.
Адаптація у форматі манґи з ілюстраціями Анко Юдзу публікується в журналі сейнен-манґи Comp Ace видавництва Kadokawa Shoten з липня 2020 року. На сьогодні вона зібрана у восьми томах Танкобонів. Аніме-адаптація, створена студією J.C.Staff, вийшла в жовтні 2024 року.

## Дійові особи
Джил Сервель (яп. ジル・サーヴェル, Jiru Sāveru)
Сейю: Азумі Вакі (голосова драма), Шу Учіда (аніме)
Головна героїня. Лицарка з королівства Крейтост, відома як «Донька бога війни» завдяки своїй потужній магічній силі. У 16 років вона була зраджена нареченим Джеральдом і вбита. Однак Джил повертається на шість років назад, в часи, коли їй було 10 років. Щоб уникнути помилок минулого, вона робить пропозицію Хадісу і одружується з ним.
Хадіс Теос Ларве (яп. ハディス・テオス・ラーヴェ, Hadisu Teosu Rāve)
Сейю: Такуя Сато (голосова драма), Кікуносуке Тоя (аніме)
Імператор Ларвійської імперії. Втілення дракона-бога Ларве, через що отримав титул «Імператор-дракон». Його надзвичайна магічна сила загрожує самому його життю. Незважаючи на страх, який він викликає у підданих і навіть рідних, Хадіс майстерно готує, але абсолютно невпевнений у романтичних стосунках.
Ларве (яп. ラーヴェ, Rāve)
Сейю: Шіорі Ідзава
Дракон-бог, який 1300 років тому разом із богинею Крейтост зійшов на континент Платі. Колись він був величезним драконом із срібними лусками і золотими очима, але тепер виглядає як маленька істота, яка сидить на плечі Хадіса. Його можуть бачити лише люди з сильною магією. Під час битв перетворюється на меч Хадіса.
Каміла (яп. カミラ, Kamira)
Сейю: Марі Хіно
Колишня підлегла Джил у минулому житті, майстриня лучництва. У новому житті служить у північному підрозділі Ларвійської імперії. Її справжнє ім'я — Каміло, але вона ненавидить, коли її так називають.
Ґерард (яп. ジェラルド, Jerarudo)
Сейю: Шун'ічі Токі
Принц королівства Крейтост на своєму п'ятнадцятому дні народження запропонував Джил заручини, плануючи укласти шлюб у майбутньому. Однак він сприймав Джил лише як інструмент для досягнення своїх цілей, оскільки мав заборонене кохання зі своєю молодшою сестрою Фейліс. Коли Джил дізналася про їхню любов, він розірвав заручини і хибно звинуватив Джил у спробі вбити його сестру, щоб захистити свою і її честь, що призвело до страти Джил. У новій часовій лінії принц наполегливо намагається знову запропонувати Джил заручини, проте Джил сама робить пропозицію Хадісу, тим самим змінюючи події майбутнього.
Фейліс (яп. フェイリス, Feirisu)
Сейю: Аюмі Мано
Перша принцеса королівства Крейтост і молодша сестра Джералда.
Ерінція (яп. エリンツィア, Erintsia)
Сейю: Каорі Назука
Лістіард (яп. リステアード, Risuteādo)
Сейю: Макото Фурукава

## Медіа

### Ранобе
Написане Сарасою Наґасе, «Тhe Do-Over Damsel Conquers the Dragon Emperor» вперше почав публікуватися на сайті Shōsetsuka ni Narō 2 листопада 2019 року. Згодом права на серію придбало видавництво Kadokawa Shoten, яке 1 березня 2020 року розпочало випуск із ілюстраціями Міцуї Фудзі під імпринтом Kadokawa Beans Bunko. Станом на лютий 2024 року випущено шість основних томів та один том коротких історій.
У грудні 2022 року Cross Infinite World оголосило про отримання ліцензії на англомовний реліз цих романів.
| № | Дата виходу      | ISBN                   |
| - | ---------------- | ---------------------- |
| 1 | 1 березня, 2020  | ISBN 978-4-04-108963-7 |
| 2 | 1 жовтня, 2020   | ISBN 978-4-04-109848-6 |
| 3 | 27 лютого, 2021  | ISBN 978-4-04-111135-2 |
| 4 | 1 квітня, 2022   | ISBN 978-4-04-112323-2 |
| 5 | 30 вересня, 2022 | ISBN 979-8-88-560115-3 |
| 6 | 28 квітня, 2023  | ISBN 978-4-04-113651-5 |

### Манґа
Адаптація у форматі манґи з ілюстраціями Анко Юдзу розпочала серіалізацію в журналі Comp Ace видавництва Kadokawa Shoten 27 липня 2020 року. Станом на грудень 2024 року випущено вісім томів Танкобонів. У лютому 2023 року Yen Press отримало ліцензію на англомовний випуск манґи.
| № | Дата виходу      | ISBN                   |
| - | ---------------- | ---------------------- |
| 1 | 26 жовтня, 2020  | ISBN 978-4-04-110814-7 |
| 2 | 26 серпня, 2021  | ISBN 978-4-04-111671-5 |
| 3 | 26 березня, 2022 | ISBN 978-4-04-111800-9 |
| 4 | 26 грудня, 2022  | ISBN 978-4-04-113250-0 |
| 5 | 25 липня, 2023   | ISBN 978-4-04-113897-7 |
| 6 | 26 січня, 2024   | ISBN 978-4-04-113899-1 |
| 7 | 25 липня, 2024   | ISBN 978-4-04-115220-1 |
| 8 | 26 грудня, 2024  | ISBN 978-4-04-115599-8 |

### Аніме
Аніме-адаптацію було оголошено 28 квітня 2023 року, пізніше стало відомо що це буде телевізійний серіал. Виробництво здійснює студія J.C. Staff, режисер — Кентаро Сузукі, за сценарії відповідав Ацуо Ішіно, а дизайном персонажів здійснений Сана Комацу. Прем'єра серіалу відбулася 9 жовтня 2024 року на AT-X та інших мережах. Опеннігою є — «Awaku Kasuka» (яп. 淡く微か, «Ледь помітно»), виконана sajou no hana, а ендонінг — «Gradation» виконаний HaNaTan. Серіал транслювався на Crunchyroll.
| № серії | Назва серії | Режисер(и)                  | Сценарист(и)      | Режисер(и) анімації | Оригінальна дата показу |
| --- | --- | --------------------------- | ----------------- | ------------------- | ----------------------- |
| 1 | «Коли я вирішила уникнути шляху до руйнування, з якоїсь причини я зробила пропозицію найбільшому ворогу» Транслітерація: «Hametsu Rūto o Sakeyou to Omottara, Nazeka Saidai no Teki ni Kyūkon Shitemashita» (яп. 破滅ルートを避けようと思ったら、何故か最大の敵に求婚してました)             | Ішида Міюкі                 | Ацуо Ішіно        | Кентаро Сузукі      | 9 жовтня 2024           |
| Джилл Сервел, 16-річна дочка дрібної дворянської родини, загинула, намагаючись втекти після того, як її було засуджено до смерті її нареченим Джералдом дер Кратосом, 21-річним принцом Кратоського королівства, на підставі неправдивих звинувачень, коли він дізнався, що Джералд перебував у заборонених романтичних стосунках з його сестрою Фаріс. Сповнена жалю за те, що погодилася на заручини з Джералдом у свій останній момент, вона раптом опиняється за шість років до того, як стала його нареченою, на його 15-річному святі. Спрагла не стати нареченою Джералда, Джилл зізнається в коханні випадковій людині, не знаючи, що ця людина стане найбільшим ворогом королівства — імператором Рейвської імперії Хадісом Теосом Рейвом. Хадіс забирає Джилл на своє судно, вирушаючи до Рейва. Джилл запитує, чому Хадіс прийняв її зізнання, незважаючи на різницю у віці, і Хадіс відповідає, що був приваблений її великою магічною силою. Джилл потім розповідає Хадісу, що пропозиція була лише брехнею, щоб уникнути одруження з Джералдом, і перед ними з'являється дракон-бог Рейв. Але Джилл вирішує пройти через одруження, сподіваючись відвести Хадіса від його шляху темряви. | |                             |                   |                     |                         |
| 2 | «Оскільки я вже знала про трагедію яка має статися, я хочу якось уникнути її» Транслітерація: «Korekara Okiru Higeki mo Sudeni Shitte Itanode, Dōnika Kaihi Shitai to Omoimasu» (яп. これから起きる悲劇も既に知っていたので、どうにか回避したいと思います)                                   | Цзін Ченде                  | Ацуо Ішіно        | Кентаро Сузукі      | 16 жовтня 2024          |
| Оскільки Джилл і Хадіс погоджуються одружитися, Рейв дає Джилл перстень Драконової Наставниці як доказ їхніх стосунків. Судно зазнає нападу, і Джилл використовує свою силу, щоб безпечно запустити його в гавань міста Бейлбург у Рейвській імперії. У гавані Джилл дізнається, що тільки вона і Хадіс можуть бачити Рейва, а також зустрічає Сферу де Бейл, дочку маркіза і одну з потенційних наречених Хадіса, яка в оригінальній лінії часу влаштувала криваву різанину після того, як Хадіс повернувся з Кратоса. Хадіс пояснює Джилл, що він відомий як проклятий імператор, оскільки всі принци, які йшли перед ним в лінії спадкування, таємниче померли. Наступного дня Джилл виходить, замаскована як хлопець, щоб зібрати інформацію про Сферу, і дізнається, що солдати Кратоса проникли в Рейв. Солдати викрадають Сферу, а маркіз Бейл бреше Хадісу, що Джилл є шпигункою і відповідальною за проникнення. Джилл ув'язнена разом зі Сферою, і Сфера пояснює, що була одиначкою через свою здатність бачити драконів, яких інші не могли побачити, але Хадіс протягнув їй руку і навіть захистив її від її батька. Вона закохалася в нього, але була відкинута через Джилл. Джилл розуміє, що маркіз Бейл організував викрадення Сфери, щоб звинуватити Джилл у викраденні Сфери, і вирішує викрити маркіза за його злочини. Невдовзі після цього, Зік і Каміла, майбутні охоронці Джилл, які були вбиті в оригінальній лінії часу, приїжджають, щоб врятувати їх обох.                              | |                             |                   |                     |                         |
| 3 | «Хоча ситуація була безнадійною, я є донькою бога війни, тож вирішила розібратися з усім силою та зброєю.» Транслітерація: «Zetsubō-teki Jōkyōdeshitaga Gunshin Reijōnanode, Butsuri de Musō Shite Yarou to Omoimasu» (яп. 絶望的状況でしたが軍神令嬢なので、物理で無双してやろうと思います) | Шигекі Авай                 | Ацуо Ішіно        | Кентаро Сузукі      | 23 жовтня 2024          |
| Збираючи інформацію від Джилл, Софії, Каміли та Зіка, група з'ясувала, що маркиз Бейл найняв бандитів, щоб ті маскувалися під солдатів північних сил, щоб очорнити їх і підкопати репутацію імператора, аби маркиз зміг прийти до влади, одночасно плануючи пожертвувати Софією для досягнення цієї мети. Після того, як стало зрозуміло, що мета самогубства Софії полягала в тому, щоб захистити зганьблені північні сили, до яких належать Каміла і Зік, що привели їх до Кратоса в оригінальному часі, Джилл розкриває себе і придумує план, щоб врятувати всіх. Джилл просить Софію офіційно звинуватити її батька, одночасно кажучи, що вона одружена з Хадісом лише на папері. Джилл втілює план у життя, використовуючи свою силу, щоб зруйнувати стіни замку та врятувати захоплених солдатів. Після того, як вона зустрічається з Хуго, лідером бандитів, Джилл придумує план зробити вигляд, що її захопили, і перемагає Хуго та бандитів, поки звільнені солдати знищують кораблі бандитів у порту, а Зік зупиняє священника, який намагається вбити Софію. Незабаром після цього маркиз Бейл приїжджає і відправляє дракона атакувати Джилл та компанію, але Хадіс прибуває, щоб скасувати накази маркиза Бейла до дракона. | |                             |                   |                     |                         |
| 4 | «Мій наречений серйозно намагається мене звабити і я абсолютно не знаю, як із цим впоратися.» Транслітерація: «Konyaku Aite ga Honki de Kudoite Kurunode, Taisho Hōhō ga Tonikaku Wakarimasen» (яп. 婚約相手が本気で口説いてくるので、対処方法がとにかく分かりません)                        | Масаші Цукіно               | Тацуіхіко Урахата | Ко́їчі Такада        | 30 жовтня 2024          |
| Хадіс відправляє дракона геть і погрожує Хуго за його невміння зрозуміти обов'язок північних сил. Хуго наказує своїм людям вклонилися і повідомляє Хадісу, що маркиз Бейл організував цей інцидент, що призводить до його арешту. Тієї ночі Джилл йде до своєї нової спальні і знаходить Хадіса, який страждає від похмілля після вина. Хадіс просить Джилл годувати його яблуками, але йому доводиться їх різати самому, оскільки Джилл не може впоратися з цим. Джилл дякує Хадісу за те, що він не стратив маркиза, і вони мають романтичну розмову перед тим, як Джилл засинає. Наступного дня Каміла та Зік призначені бути тілохранителями Джилл, і вона розповідає їм, що хоча вони з Хадісом є подружжям, цей шлюб лише для вигляду. Зік бачить кільце і пояснює, що її прокляла богиня Кратос. Каміла розповідає історію богині Кратос і бога-дракона Рейва, оскільки дві землі, якими вони правили, були прокляті і розділені магічним щитом, але стали процвітати після їхнього шлюбу. Софія передає Джилл листа від Джеральда, в якому він повідомляє, що приїде забрати її назад до Кратоса. | |                             |                   |                     |                         |
| 5 | «Коли я спробувала дізнатися правду, це переросло в сварку і я більше нічого не могла зробити» Транслітерація: «Shinjitsu o Shirou to Shita Tokoro Kenka ni Nattanode, Watashi wa Nani mo Dekinaku Narimashita» (яп. 真実を知ろうとしたところ喧嘩になったので、私は何もできなくなりました)   | Таїсуке Куросе              | Ацуо Ішино        | Таїсуке Куросе      | 6 листопада 2024        |
| Коли Джеральд приїжджає до Рейва, щоб перевірити, чи стала Софія драконовою дружиною Хадіса, Джилл намагається зробити їхні неофіційні стосунки переконливими в очікуванні його прибуття. Джилл, Хадіс і Джеральд обговорюють це питання. Джилл каже Джеральду, що Хадіс потребує її, оскільки вона може бачити бога-дракона, і у відповідь Джеральд обіцяє розірвати цю залежність. Розмову перериває новина про ймовірну смерть маркиза Бейла, що переконує цивільних у тому, що прокляття імператора активне. Після цього Каміла та Зік докладніше пояснюють міф про богиню і бога-дракона: через магічний щит, що розділяв землі, богиня перетворилася на Святий Спис, щоб обійти щит, і коли Кратос подала його імператору, вона пробила драконову дружину. У відповідь дружина вбила себе Небесним Мечем, щоб замкнути богиню у її власній тіні, що знищила прокляття. Софія, одержима тінню богині, нападає на Джилл, але Хадіс вибиває її і каже Джилл, що не вважає її своєю дружиною. Він наказує Камілі та Зіку привести жінок до палацу і вбити всіх, хто не підкориться. Оскільки Софія нещодавно виповнилося 14 років, Джилл розуміє, що Хадіс хотів мати дружину до 14 років, щоб уникнути шлюбу з сосудом для богині. Тієї ночі в Бейлбурзі спалахують заворушення, коли Хадіс вбиває повстанця, який шукає помсти за втрату дружини та доньки. Хадіс виходить вбивати повстанців, а тим часом Рейв замкнув Джилл за магічним щитом, щоб запобігти її втручанню.                                   | |                             |                   |                     |                         |
| 6 | «Оскільки з’явилися люди які наближаються до мого нареченого, я вирішила дати їм відсіч» Транслітерація: «Konyaku Aite ni Chikayoru Tomogara ga Itanode, Kaeriuchi ni Shiteyaritai to Omoimasu» (яп. 婚約相手に近寄る輩がいたので、返り討ちにしてやりたいと思います)                         | Шудзі Міязакі               | Тацуіхіко Урахата | Іку Сузукі          | 13 листопада 2024       |
| Окрім захисту Джилл від богині, яка намагається її вразити, магічний щит також блокує всі спогади про неї у всіх. Тим часом Каміла та Зік на посту помічають, що маркиз Бейл намагається втекти до Кратоса, вдавши свою смерть. Оскільки Джилл розуміє, що війна між Рейвом і Кратосом почнеться, якщо вона нічого не зробить, вона вирішує знищити спис, що містить частину душі богині, і Рейв розкриває себе як Небесний Меч. Джилл розбиває щит мечем і дзвонить у дзвін на центральній вежі, щоб привернути до себе увагу богині, одночасно кажучи Хадісу, що він повинен робити те, що належить імператору. Спис летить до Джилл, щоб битися з нею. Джилл розпізнає спис як той самий, що вбив її в оригінальному часі, що дає їй зрозуміти, що саме богиня відправила її назад у часі. Джилл ламає спис, щоб перемогти богиню. Втомлена від боротьби з богинею, Джеральд встигає викрасти її, але Хадіс приходить на допомогу. Хадіс відправляє Джеральда в Ракійські гори, що межують з Рейвом і Кратосом. Після цього Джилл намагається зізнатися в любові до Хадіса, але спершу говорить свої справжні почуття байдужості, через що Хадіс знепритомніє. Тієї ночі Джилл робить ще одну спробу, але розуміє, що не готова зізнатися в цей момент. | |                             |                   |                     |                         |
| 7 | «Я хочу покінчити зі спокійним життям, тому вирішила приєднатись до Ордену драконів-вершників» Транслітерація: «Surō Raifu Seikatsu o Owara Setainode, Ryū Kishi-dan Hajimeru Koto ni Shimashita» (яп. スローライフ生活を終わらせたいので、竜騎士団始めることにしました)                     | Мійюкі Ішіда                | Ацуо Ішино        | Ко́їчі Такада        | 20 листопада 2024       |
| Джилл бачить сон про час у своєму оригінальному часі, коли Кратос взяв Еленцію Теос Рейв, першу принцесу Рейва, в полон. Наступного ранку Джилл і Хадіс вирушають до Раелма, столиці Рейва, з Камілою та Зіком, які супроводжують їх. Прибувши до Раелма, дядько Хадіса, Джордж Теос Рейв, атакує і ранить Джилл і Хадіса справжнім Небесним Мечем, повідомляючи, що не визнає Хадіса як Драконового Імператора. Рейв телепортує Джилл і Хадіса до безпечного місця в селище на території Герцогства Нейтраха, нейтральної території на кордоні з Кратосом, але це призводить до зникнення Рейва, при цьому магічна енергія Джилл і Хадіса була заблокована. Джилл згадує, що Джордж зібрав власну армію і розпочав Повстання Лжепера, оголосивши Хадіса лжеімператором. Четверо оселилися в покинутому будинку в Нейтраху, намагаючись залишатися непоміченими, поки їх енергія не відновиться через півроку. Через місяць надходить новина, що Джордж наказав лордам кожного регіону шукати Хадіса. У відповідь Джилл і Зік вирішують приєднатися до Ордену Драконових Вершників, щоб зібрати інформацію, і вирушають у місто. Джилл бачить дракона і атакує його в слабкому місці, не усвідомлюючи, що це був тест для кандидатів. Після цього капітан Ордену Драконових Вершників прибуває, і виявляється, що це Еленція, яка в оригінальному часі наклала на себе руки після того, як була захоплена. | |                             |                   |                     |                         |
| 8 | «Як дружина дракона, я стала йому не до вподоби, тому хочу будь-що налагодити наші стосунки» Транслітерація: «Ryū-hi no Watashi ga Ryū ni Kirawarete Shimattanode, Dōnika Nakayoku Naritai to Omoimasu» (яп. 竜妃の私が竜に嫌われてしまったので、どうにか仲良くなりたいと思います)           | Буде визначено              | Буде визначено    | Буде оголошено      | 27 листопада 2024       |
| Джилл і Зік починають тренування як члени Ордену Драконових Вершників, і Еленція пояснює, як колір луски та очей визначають ранг. Еленція просить свою драконесу Розу провести тест на сумісність, і Роза нападає на Джилл, що змушує її повернутися додому пригніченою. Хадіс підтримує Джилл, обіцяючи битися з Розою, якщо це буде необхідно. Наступного дня Джилл отримує завдання патрулювати місто і помічає Лоуренса Мартон, який в оригінальному часі був ад'ютантом і завжди приймав правильні рішення. Коли Лоуренс намагається поділитися чутками, другий принц Рістард Теос Рейв прибуває, просячи Джилл передати повідомлення від Еленції. Після того, як Джилл отримує повідомлення, Еленція пояснює, що вона та Рістард вірять, що Хадіс — справжній імператор, але вони не можуть його підтримати, оскільки їхні діди, герцоги Нейтрах і Лерцатц відповідно, не визнають Хадіса імператором, адже обидва втратили спадкоємців престолу через прокляття. Вона також розповідає, що Роза бачить Джилл як рівного або загрозу через її дії. Після цього Рістард просить Джилл привітати його дракона, Бріггільда. Дракон тікає від страху, що змушує Рістарда поставити питання, хто така Джилл, оскільки єдиний інший раз, коли Бріггільд тікала, це було після зустрічі з Хадісом. Наприкінці дня Джилл повертається додому, і Рістард слідує за нею, що Джилл визнає заздалегідь, знаючи, що йому можна довіряти. Хадіс і Рістард вступають в сварку, побачивши, що Хадіс займається садівництвом. | |                             |                   |                     |                         |
| 9 | «З нареченим усе мало не дійшло до конфлікту та схоже він таки неминучий» Транслітерація: «Kon'yaku Aite to Shuraba ni Nari Kakemashitaga, Yappari Shuraba ni Narisōdesu» (яп. 婚約相手と修羅場になりかけましたが、やっぱり修羅場になりそうです)                                             | Буде визначено              | Буде визначено    | Буде оголошено      | 4 грудня 2024           |
| Рістард і Джилл приводять Хадіса до Еленції, щоб розповісти йому про ситуацію. Щоб дізнатися, де вони стоять у питаннях лояльності, Джилл просить про допомогу, а потім бере Еленцію і Рістарда в заручники. Але перш ніж вони отримали відповідь, один з лицарів Еленції повідомляє їй, що Джордж підпалив село. Дракони швидко загасили вогонь, поки село евакуювали, що призвело до відсутності жертв. Після цього Рістард і Еленція висловлюють свою підтримку Хадісу, а Еленція веде Хадіса до зустрічі з сестрою Джеральда, Фаріс дер Кратос, яка приїхала до Рейва, щоб запропонувати йому шлюб, оскільки в неї є шість років до того, як вона стане сосудом для богині, і щоб використати заручини для вирішення напруги між Кратосом і Рейвом. Однак Фаріс діяла таємно через надмірну опіку Джеральда. Після того, як імператорські сили оголосили прокламацію, Джилл каже Хадісу погодитися на заручини, щоб Еленція могла мобілізувати своїх драконових вершників, а Хадісу потрібно лише відмовитися від заручин. Після того, як Фаріс йде, Хадіс готує вечерю, а Еленція повідомляє йому, що вона зв'язалася з його братом Вісселем і що сестра Рістарда, Фріда, в безпеці. Після цього Хадіс переживає, що Джилл йому зраджує, оскільки він почув чутки, що Джилл і Лоуренс закохані, але Джилл пояснює ситуацію і говорить, що її цькують деякі з драконових вершників. | |                             |                   |                     |                         |
| 10 | «Я почала життя спочатку, але знову опинилася на межі безвиході» Транслітерація: «Jinsei Yarinaoshita Kekka, Matamoya Jinsei Tsumi Kakete Shimaimashita» (яп. 人生やり直した結果、またもや人生詰みかけてしまいました)                                                                        | Масаші Цукіно               | Тацугіко Урахата  | Шінпей Нагаї        | 11 грудня 2024          |
| Оскільки Віссел надіслав війська під приводом пошуків Хадіса, Еленція наказує Хадісу та Лістіарду зустрітися з ними в місці передачі. Джил вирушає в дворазову експедицію разом із Хадісом, Зіком, Камілою, Лістіардом та Лоренсом, пояснюючи, що його стосунки з Лоренсом мають слугувати відволіканням. Тієї ночі, коли група розбиває табір, Лоренс попереджає Зіка та Камілу, що план може бути пасткою, і вони обговорюють план дій на випадок цієї ситуації, щоб передати Джилу. У такому випадку група має вирушити до гнізда дракона, щоб перегрупуватися. Наступного дня група йде до гнізда дракона, слідуючи за висохлою річкою. У гнізді вони несподівано зустрічають Еленцію, яка, хоча і неохоче, слідує наказам Джорджа і поставила пастку. Еленція бере Джила в заручники, і Хадіс наказує решті групи відступити. Попри те, що його магічну силу було запечатано, Хадіс без зусиль розправляється з лицарями дракона і запригає на дракона Еленції, щоб врятувати Джила, борючись з Джорджем, але Джил отримує удар диханням дракона. Поки Хадіс боровся, решта групи відступає, але на них нападають війська Джорджа. Однак плюшевий ведмедик і плюшева курка, яких вона привела як фамільярів, рятують їх. | |                             |                   |                     |                         |
| 11 | «Дядько мого нареченого поводиться так безглуздо що я більше не можу стояти осторонь» Транслітерація: «Konyaku Aite no Oji ga Muchakucha Sugitanode, Mohaya Damatte Misugosu Wake ni wa Ikimasen» (яп. 婚約相手の叔父が無茶苦茶すぎたので、もはや黙って見過ごすわけにはいきません)           | Нана Фудзівара              | Ацуо Ішино        | Дайсуке Куросе      | 18 грудня 2024          |
| Хадіса беруть у полон, а Джил приходить до тями в гнізді дракона після того, як її вибив чорний дракон, який телепортував її туди. Однак чорний дракон не впізнає Джила як Драконову Супругу і атакує її. Тим часом решта групи ховається в найближчій печері, чекаючи, поки війська ворога відступлять. Джил розуміє, що Небесний Меч Джорджа зроблений зі Святого Списа після того, як дізнається від чорного дракона, що її магія запечатана богинею. Джил використовує магічну шкаралупу, яку вона знайшла, щоб перемогти чорного дракона. Вона помічає яйце чорного дракона, яке вилупиться в монстра, якщо Драконовий Імператор помре раніше. Джил демонструє свою рішучість і обов'язок захищати Хадіса, переконуючи чорного дракона дозволити їй сідлати його і покинути гніздо. Джил сідає на чорного дракона і летить до печери, де ховаються Лістіард та компанія, щоб підготуватися до контратаки. Група їде на драконах, яких Лістіард відправив Брінхільду принести, і атакує війська ворога з повітря, поки Джил б'ється з Еленцією. Меч Джила ламається, але вона відмовляється здаватися, в той час як Лістіард вимагає від Еленції пояснень щодо її зради Хадіса. Джордж раптово з'являється і показує Лістіарду свиток родоводу, розкриваючи, що Хадіс не є кровним родичем імператорської родини, оскільки його батьки — мати Віссела і охоронець. Коли Джил готується до бою з Джорджем, раптово з'являється Хадіс.                                                                           | |                             |                   |                     |                         |
| 12 | «Дівчина що переродилася, завойовує Драконового Імператора» Транслітерація: «Yarinaoshi Reijō wa Ryūtei Heika o Kōryaku-chū» (яп. やり直し令嬢は竜帝陛下を攻略中) | Міюкі Ішіда і Хікару Танака | Ацуо Ішино        | Кентаро̄ Судзукі     | 25 грудня 2024          |
| Хадіс божеволіє і намагається вбити Джорджа, Еленцію та Лістіарда, але Джил втихомирює його, пообіцявши народити десятеро дітей і стати родиною з Еленцією та Лістіардом, незважаючи на те, що вони не пов'язані кровно. Джордж поглинається фальшивим Небесним Мечем і перетворюється на однокоого дракона, який має на меті знищити імперію. Хадіс бореться з Джорджем і вбиває його за межами Раелма. Через півмісяця в Раелмі магія Джила все ще запечатана, незважаючи на знищення фальшивого Небесного Меча, і Джил стає 11 років, що змушує Хадіса скасувати запланований парад, щоб організувати святкування дня народження Джила. Проте Джил каже Хадісу, що вони можуть зробити обидва заходи. Джил повертається в Бейлбург через телепортацію Раве, щоб зустрітися з Фейліс, яка сідає на корабель до Крейтост, дізнавшись, що Фейліс створила фальшивий Небесний Меч, а Джеральд передав його Джорджу, оскільки її магія все ще запечатана. Фейліс відкривається як втілення богині, яка знає про попереднє життя Джила. Джил заявляє, що зробить Хадіса щасливим і бореться з Фейліс, використовуючи Небесний Меч проти Святого Списа, який Фейліс забрала після того, як Джил його зламала, але зазнає поразки, змушуючи Раве телепортувати її назад до Раелма. Хадіс проводить свою коронаційну церемонію, де оголошує про своє одруження з Джил, і Джил несподівано з'являється, щоб привітати його.                                                                                               | |                             |                   |                     |                         |